# 존 (잉글랜드)
존(영어: John, 1166년 12월 24일 ~ 1216년 10월 19일)은 1199년부터 1216년 사망할 때까지 잉글랜드의 군주였다. 그는 플랜태저넷가의 세번째 왕이었다. 존은 프랑스의 필리프 2세와의 전쟁에서 노르망디 공국을 비롯한 프랑스 내 영토를 대부분 잃었고, 이는 13세기 앙주 제국이 붕괴하고 프랑스의 카페 왕조가 성장하는 계기가 되었다. 존의 치세 말기에 발발한 제1차 남작 전쟁에서 존은 오늘날 영국의 헌법의 기초가 되었다고 판단하는 마그나 카르타에 서명했다.
존은 헨리 2세와 아키텐의 엘레오노르 사이의 셋째 아들이었다. 존은 "무지왕 존"이라고 불렸는데, 어떠한 영토도 물려받지 않을 것이라 예상되었기 때문이다. 존은 그의 형제들인 헨리 청년왕, 리처드, 조프리가 1173년부터 1174년까지 일으킨 반란이 실패한 이후 아버지에게 가장 사랑을 받게 되었다. 1177년 존은 아일랜드 영주로 임명되었고, 유럽 대륙과 잉글랜드에 있는 영토도 하사받았다. 헨리 2세와 아들들 간의 전쟁은 청년왕 헨리와 조프리의 사망으로 끝났다. 존은 이후 그의 형인 리처드가 제3차 십자군에 참전했을 때 리처드에 맞서 반란을 일으켰으나 실패했다. 이후 그는 리처드가 1199년 사망했을 때 왕위에 올랐다. 1200년 르굴레 조약을 통해 필리프 2세는 프랑스에 보유한 앙주 제국의 영토에 대해 존의 소유권을 인정했다.
1202년 프랑스와의 전쟁이 재발했을 때 존은 초기에 승리를 거두었지만, 물자의 부족과 지역민에 대한 잘못된 대우로 1204년 북부 프랑스에 보유한 영토를 잃고 말았다. 그 후 10년 동안 존은 잃어버린 영토를 되찾기 위해 수많은 세금을 거두고 그의 군대를 개혁했으며 유럽 본토의 여러 나라들과 동맹을 맺었다. 존의 사법 개혁은 잉글랜드 법에 큰 영향을 미쳤고, 추가적인 세입원을 제공했다. 교황 인노첸시오 3세와의 갈등으로 1209년 존은 파문되었지만 갈등은 1213년 종식되었다. 1214년 존은 필리프 2세를 격퇴하고자 했지만 부빈 전투에서 잉글랜드 왕국의 동맹군이 패배하면서 존의 시도는 실패로 끝났다. 존이 잉글랜드로 귀환했을 때 존의 재정 정책과 잉글랜드의 권위있는 귀족들에 대한 대처에 불만이 많던 대부분의 남작들이 그에 맞서 반란을 일으켰다. 존과 잉글랜드의 남작들은 1215년 마그나 카르타에 합의했지만 양쪽 모두 조약의 조항에 만족하지 못했다. 결국 루이 8세의 지원을 받은 남작들이 제1차 남작 전쟁이 일으켰다. 전쟁은 곧 교착상태가 되었다. 1216년 존은 동부 잉글랜드에서 전쟁을 이끄는 동안 이질로 사망했다. 존의 아들인 헨리를 지지하는 세력이 루이 8세와 반군을 무찔렀다.
당시의 기록들은 왕으로써 존의 행동에 대해 대부분 비판적이었고, 그의 치세는 16세기부터 지금까지 역사학자들 사이에서 정기 개정과 중요한 토론의 주제가 되고 있다. 역사학자 짐 브래드버리는 존의 긍정적인 면에 대한 현재의 역사적인 입장을 요약하였고, 존이 오늘날 일반적으로 "열심이 일한 행정가, 유능한 사람, 유능한 장군"이라고 여겨진다고 말했다. 그럼에도 불구하고 현대 역사학자들은 존이 왕으로써 많은 결점을 가지고 있었다는 것에 동의한다. 역사학자 랄프 터너는 존에게 소심함, 심술궂음, 잔인함과 같이 "재앙적인, 심지어 위험한 특성"을 가지고 있다고 보았다. 이러한 부정적인 면은 빅토리아 시대의 소설 작가들에게 많은 글감을 제공했으며, 존은 로빈 후드 전설을 묘사하는 영화나 이야기에서 악당으로 묘사된다.